# كارلوس أومبرتو روميرو
كارلوس أومبرتو روميرو (بالإسبانية: Carlos Humberto Romero Mena) ‏(29 فبراير 1924 - 27 فبراير 2017) هو سياسي من السلفادور. شغل منصب رئيس السلفادور منذ 1 يوليو 1977 وحتى 15 أكتوبر 1979.

## روابط خارجية
- كارلوس أومبرتو روميرو على موقع الموسوعة البريطانية (الإنجليزية)
- كارلوس أومبرتو روميرو على موقع مونزينجر (الألمانية)